# 안녕하십니까
안녕하십니까 ○○○입니다는 KBS 1라디오에서 방송했던 아침 시사 프로그램이다.

## 역사
1994년 2월 21일 《안녕하십니까 라디오 정보센터입니다》로 방송을 시작해, 1996년 11월 4일부터 "안녕하십니까 ○○○입니다"로 제목을 변경하여 역대로 방송 분량이 변경되어 방송됐으나, 2018년 5월 26일 방송을 24년 만에 마지막으로 폐지되었다.

## 역대 방송시간
| 방송 채널   | 방송 기간                         | 방송 시간                       | 제목                               |
| ----------- | --------------------------------- | ------------------------------- | ---------------------------------- |
| KBS 1라디오 | 1994년 2월 21일 ~ 1996년 11월 2일 | 월~토요일 아침 6:30 ~ 아침 7:58 | 안녕하십니까 라디오 정보센터입니다 |
| KBS 1라디오 | 1996년 11월 4일 ~ 1999년 4월 24일 | 월~토요일 아침 6:30 ~ 아침 7:58 | 안녕하십니까 ○○○입니다             |
| KBS 1라디오 | 2000년 11월 6일 ~ 2003년 7월 12일 | 월~토요일 아침 6:30 ~ 아침 7:58 | 안녕하십니까 ○○○입니다             |
| KBS 1라디오 | 1999년 4월 26일 ~ 2000년 4월 29일 | 월~토요일 아침 6:40 ~ 아침 8:58 | 안녕하십니까 ○○○입니다             |
| KBS 1라디오 | 2000년 5월 1일 ~ 2000년 11월 4일  | 월~토요일 아침 6:30 ~ 아침 8:58 | 안녕하십니까 ○○○입니다             |
| KBS 1라디오 | 2003년 7월 14일 ~ 2008년 4월 19일 | 월~토요일 아침 6:25 ~ 아침 7:58 | 안녕하십니까 ○○○입니다             |
| KBS 1라디오 | 2008년 4월 21일 ~ 2018년 5월 26일 | 월~토요일 아침 6:25 ~ 아침 7:55 | 안녕하십니까 ○○○입니다             |

## 역대 진행자

### 안녕하십니까 라디오 정보센터입니다
- 1994년 2월 21일 ~ 1994년 10월 1일 : 서기철 아나운서
- 1994년 10월 3일 ~ 1996년 11월 2일 : 봉두완

### 안녕하십니까 ○○○입니다
- 1996년 11월 4일 ~ 1998년 5월 23일 : 봉두완
- 1998년 5월 25일 ~ 1998년 10월 10일 : 정범구
- 1998년 10월 12일 ~ 1999년 4월 24일 : 이양원
- 1999년 4월 26일 ~ 2002년 3월 30일 : 김종찬
- 2002년 4월 1일 ~ 2003년 7월 12일 : 정관용
- 2003년 7월 14일 ~ 2004년 10월 16일 : 강지원
- 2004년 10월 18일 ~ 2005년 5월 28일 : 손관수
- 2005년 5월 30일 ~ 2006년 4월 22일 : 김인영
- 2006년 4월 24일 ~ 2007년 8월 25일 : 이몽룡
- 2007년 8월 27일 ~ 2008년 9월 20일 : 백운기
- 2008년 9월 22일 ~ 2009년 4월 25일 : 민경욱
- 2009년 4월 27일 ~ 2016년 8월 31일 : 홍지명
- 2016년 9월 1일 ~ 2018년 5월 26일 : 윤준호

## 타이틀 변천사
| 역대 (대수) | 타이틀                             | 방송 기간                          |
| ----------- | ---------------------------------- | ---------------------------------- |
| 1대         | 안녕하십니까 라디오 정보센터입니다 | 1994년 2월 21일 ~ 1996년 11월 2일  |
| 2대         | 안녕하십니까 봉두완입니다          | 1996년 11월 4일 ~ 1998년 5월 23일  |
| 3대         | 안녕하십니까 정범구입니다          | 1998년 5월 25일 ~ 1998년 10월 10일 |
| 4대         | 안녕하십니까 이양원입니다          | 1998년 10월 12일 ~ 1999년 4월 24일 |
| 5대         | 안녕하십니까 김종찬입니다          | 1999년 4월 26일 ~ 2002년 3월 30일  |
| 6대         | 안녕하십니까 정관용입니다          | 2002년 4월 1일 ~ 2003년 7월 12일   |
| 7대         | 안녕하십니까 강지원입니다          | 2003년 7월 14일 ~ 2004년 10월 16일 |
| 8대         | 안녕하십니까 손관수입니다          | 2004년 10월 18일 ~ 2005년 5월 28일 |
| 9대         | 안녕하십니까 김인영입니다          | 2005년 5월 30일 ~ 2006년 4월 22일  |
| 10대        | 안녕하십니까 이몽룡입니다          | 2006년 4월 24일 ~ 2007년 8월 25일  |
| 11대        | 안녕하십니까 백운기입니다          | 2007년 8월 27일 ~ 2008년 9월 20일  |
| 12대        | 안녕하십니까 민경욱입니다          | 2008년 9월 22일 ~ 2009년 4월 25일  |
| 13대        | 안녕하십니까 홍지명입니다          | 2009년 4월 27일 ~ 2016년 8월 31일  |
| 14대        | 안녕하십니까 윤준호입니다          | 2016년 9월 1일 ~ 2018년 5월 26일   |

## 참고 사항
- 1, 2, 3부로 나눠서 방송한 1999년 4월 26일부터 2000년 11월 4일까지는 1, 2부만 전국에서 방송하고, 3부는 지역국에서 자체 프로그램을 방송한 관계로 수도권에서만 방송했으며, 해당 시기 이전과 이후에는 전국에서 방송했다.
- 2009년 4월 27일부터 홍지명이 진행했으나, 2009년 4월 27일부터 2010년 4월 17일까지는 제목에서 진행자 이름을 붙이지 않았다.